# Mashiko
Mashiko (japanska: 益子町?, Mashiko-machi) är en landskommun (köping) i Tochigi prefektur i Japan.  
Mashiko är känt för sin keramik, mashikoyaki (益子焼).